# Stig Grenov
Stig Grenov (Kopenhagen, 15 maart 1961) is een Deens politicus van de christendemocratische partij Kristendemokraterne.

## Biografie
Grenov studeerde in 1986 af in Hellerup en is sindsdien werkzaam als onderwijzer in wiskunde, natuurkunde, geschiedenis en aardrijkskunde. Hij is leerkracht op de Marie Mørks Skole in Hillerød.
In 1990 sloot hij zich aan bij de politieke partij Kristendemokraterne, waarvan hij een tijdlang de vicevoorzitter was. In oktober 2012 werd hij verkozen tot partijleider, een functie die hij overnam van interim-voorzitter Egon Jakobsen.
Grenov was lijsttrekker bij de Deense parlementsverkiezingen van 2015 en daarmee kandidaat voor een zetel in het Folketing. Met 0,8% van de stemmen haalden de christendemocraten de kiesdrempel van 2% echter niet. Ook bij de verkiezingen van 2019 werd die kiesdrempel niet gehaald, maar wist de partij haar stemmenpercentage wel ruim te verdubbelen tot 1,7%.
Als gevolg van stress trad Grenov in oktober 2019 af als partijleider. Hij werd opgevolgd door Isabella Arendt.